# ブラック・アンド・タンズ
ブラック・アンド・タンズ（英語: Black and Tans, アイルランド語: Dúchrónaigh）は、アイルランド独立戦争中の王立アイルランド警察隊（RIC）が戦力補強を目的に雇用した警察官らの通称である。1920年1月、イギリス本国でのRIC入隊志願者の募集が始まった。このときにイギリス政府の呼びかけに応じて集まった数千人もの志願者はほとんどが第一次世界大戦に従軍した経験を持つイギリス陸軍の復員兵だった。また、大部分はブリテン出身者だったが、少数のアイルランド出身者も含まれていた。想定を超えた志願者の数により制服が払底すると、隊員らはイギリス陸軍の褐色野戦服と黒っぽい濃緑色（ライフルグリーン色）をしたRICの制服を組み合わせて着用するようになる。「ブラック・アンド・タン」、すなわち「黒色と褐色」という通称は、この時の入隊者らが着用していた間に合わせの制服に由来する。
ブラック・アンド・タンズはしばしば補助部隊（Auxiliary Division）と混同される。補助部隊はイギリス軍の退役将校らで構成されるRICの対反乱作戦部隊であった。ただし、単に「ブラック・アンド・タンズ」と呼ぶ場合でも、補助部隊を含むことがある。

## 設置
19世紀末から20世紀初頭にかけてのアイルランドでは、アイルランド民族主義者らによる「ホームルール」運動（Irish Home Rule movement, グレートブリテン及び北アイルランド連合王国からの自治権獲得を求める闘争）が支持を広げていた。アイルランドの自治権獲得は第一次世界大戦の勃発によって棚上げとなり、1916年にはこれに反発した共和主義者らによる蜂起が発生した（イースター蜂起）。1918年のアイルランド総選挙では、シン・フェイン党が105議席中73議席を確保した。1919年1月21日、シン・フェイン党は第1回国民議会（First Dáil）を開催し、アイルランド共和国の独立を宣言した。また、この際にアイルランド共和軍（IRA）は正式な国軍と位置づけられた。同月中にアイルランド独立戦争が勃発した。IRAの主な攻撃対象は、アイルランドに駐留する王立アイルランド警察隊（RIC）とイギリス陸軍の施設および部隊であった。
1919年9月、イギリス首相デビッド・ロイド・ジョージはアイルランド国民議会を非合法化し、駐アイルランド陸軍部隊を増強すると共に、新たなアイルランド統治法の策定を進めた。

### 独立戦争の始まりとRIC隊員の不足
元々RICはアイルランド人の隊員によって構成され、20世紀の変わり目に入る頃には交通整理などの一般警察業務に重点が置かれるようになっていた。しかし、かつてイギリス総督府のもとでアイルランド人の弾圧を行っていた歴史的な背景に加え、政治的な監視や分離主義者の取締を引き続き担当していたため、アイルランド人社会との関係は常に緊張を孕んだものであった。この軋轢はイースター蜂起後には一層と深刻化し、1919年の独立宣言およびエイモン・デ・ヴァレラ大統領による公的な批難声明により決定的なものとなった。1919年1月21日、2人のRIC隊員が射殺され、アイルランド独立戦争の幕が上がった（ソロヘッドベッグの襲撃）。本質的に警察部隊に過ぎないRICは、IRAによるゲリラ攻撃に有効な手立てを講じることがほとんどできなかった。かねてよりの社会との軋轢や士気の低迷に加え、自分や家族に危害が及ぶことへの恐れからRICでは退職希望者が増加した一方、同様の理由から志願者は減少の一途を辿り、1919年秋頃までに極めて深刻な状況に陥った。隊員不足のピークとなる1920年夏の時点では、退職希望者52人に対し入隊志願者は7人しかいなかった。
1919年5月、海軍卿ウォルター・ロングはアイルランド総督ジョン・フレンチに対し、復員兵を募集してRICの補強を行うよう提案した。RIC総監ジョセフ・バーンは、元兵士が警察官としての規律に従うか疑わしいとしてこの提案に反対したものの、ロングとフレンチからシン・フェイン派に融和的だと批難された後に解任され、復員兵の募集に同意していた副総監T・J・スミス（T. J. Smith）が総監に昇進した。12月27日、総督府はRIC入隊者募集の範囲を本国まで拡大することを認め、ロンドン、リバプール、グラスゴーに事務所を設置した。

### 本国での募集
1920年1月、イギリス政府は「荒っぽく危険な仕事に直面する」（face a rough and dangerous task）ことを望む者を求める広告を本国の都市部に掲示し始めた。これに対し、失業中の復員兵を中心に多数の応募があり、1921年11月までにおよそ9,500人が入隊した。入隊者の数が想定を超えたためにRICの制服が払底すると、大半の入隊者は褐色の陸軍の制服（大抵はズボンのみ）と暗緑色のRIC制服あるいは青色の本国警察の制服（上着、帽子、ベルト）を受け取ることとなった。クリストファー・オサリバン（Christopher O'Sullivan）は1920年3月25日付『Limerick Echo』紙に寄せた記事で、リムリック・ジャンクション駅で出会った入隊者の一団について、スカーティーンで行われる狐狩り（スカーティーン・ハント）を思い出したとしている。スカーティーン・ハントで猟犬として使われるケリー・ビーグルはブラック・アンド・タン、すなわち胴体が黒く脚が褐色という毛色をしており、褐色のズボンと黒っぽい上着を着用した入隊者をこれに擬えたのである。エニス出身のコメディアン、マイク・ノノ（Mike Nono）がこのエピソードを元にしたジョークをステージで語ったことで、「ブラック・アンド・タンズ」という通称はまたたく間に普及し、隊員が上下揃いの制服を受け取るようになっても廃れることはなかった。
制度上、ブラック・アンド・タンズの立場はRICの常勤巡査であって、他のアイルランド人隊員とも区別されていなかった。しかし、彼らの大部分がアイルランド人ではなくブリテン出身者で、一見して他のRIC隊員と異なる制服を着用し、さらに訓練もダブリンのRIC施設ではなくゴーマンストン・キャンプ内の飛行場跡地で行っていたことから、新たな「特別の部隊」が設置されたという誤解が当時から生じていた。これを受け、アイルランド担当大臣ハマー・グリーンウッドは、「いわゆるブラック・アンド・タンズは別の部隊ではなく、王立アイルランド警察隊の常設組織の一部である。大部分はグレートブリテンで募集された元軍人だ。RIC隊員たる彼らの勤務条件および給与は、グレートブリテンの警察組織と似たものであり、デスボロー委員会による勧告にもとづいている」と説明している。
当時のアイルランドでは、ブラック・アンド・タンズ隊員は刑務所から直接募集された前科者ばかりだという噂が語られていた。ただし、これは事実ではなく、犯罪歴があれば警察官として働くことが認められていなかった。隊員の大半は失業中の復員兵で、彼らは単に生活費を稼ぐためにブラック・アンド・タンズに志願していた。
入隊者らは内容を圧縮した3ヶ月間の訓練を受けた後、直ちに各地のRIC兵舎へと配属された。主な任地はダブリン県辺境、マンスター、東部コノートなどであった。1920年3月25日に最初の入隊者らが到着した。また、イギリス政府は別の部隊として補助部隊（Auxiliary Division）の編成を行った。同部隊はオークジラリーズ（Auxiliaries）あるいはオークジズ（Auxies）と通称され、陸軍の退役将校らから編成されていた。ブラック・アンド・タンズは守備的な役割でRICを支援することが主な目的とされていた一方、オークジズは重武装の機動部隊を用いたIRAの捜索および排除といった攻撃的な役割を担っていた。一般にブラック・アンド・タンズによって行われたと言われる犯罪行為の少なくとも一部分は、彼らではなくオークジズが作戦の一環として実施したものである。

## 活動

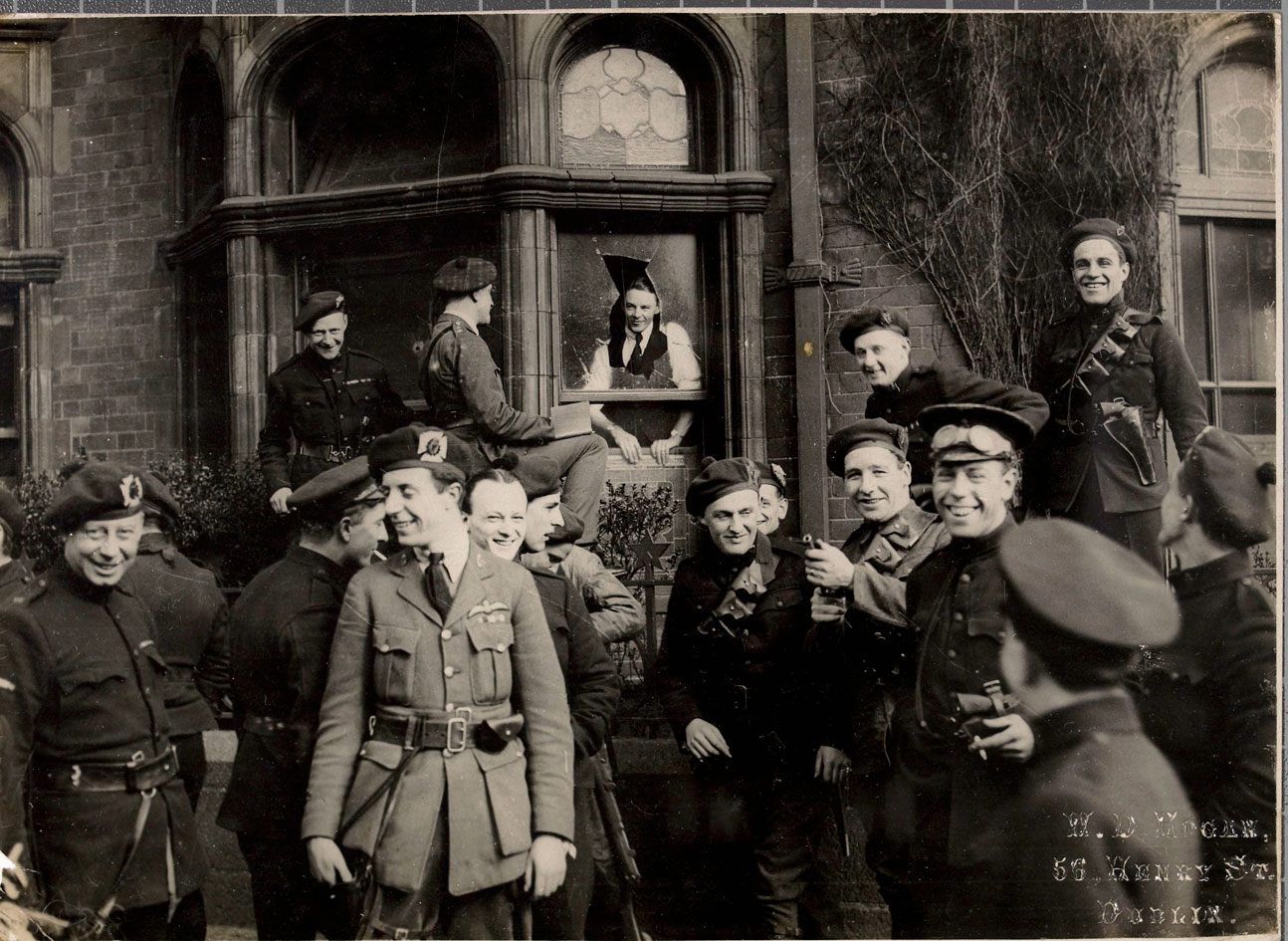
IRAとの戦闘後、ダブリンのロンドン・アンド・ノースウェスタン・ホテル前にて撮影されたブラック・アンド・タンズとオークジズの隊員ら（1921年4月）

隊員の待遇は比較的良く、日給10シリング（半ポンド）、3食宿付き（full board and lodging）というものだった。彼らは警察官として最低限の訓練を施されており、警察施設や監視所の戦力を補強するために派遣され、歩哨、警備員、政府職員の護衛、一般警察の援護、群衆整理などの任務に従事した。一連の対反乱作戦に参加するようになると、オークジズと共に「テューダーのごろつき共」（Tudor's Toughs）とも呼ばれるようになった。この呼び名は警察顧問として作戦の指揮を執ったヘンリー・ヒュー・テューダー少将に由来する。その任務の性質のため、共和主義者からは「占領軍の一部」と見なされた。作戦を通じ、彼らは残忍な行いによって恐れられるようになった。RICがIRAおよびシン・フェイン党のメンバーに対する攻勢を強める一方、警察組織によるIRAへの報復は当局によって黙認されていたためである。
フォーファー出身のアレクサンダー・ウィル（Alexander Will）は、ブラック・アンド・タンズにおける最初の殉職者だった。ウィルは1920年7月11日、IRAが行ったラスモアのRIC兵舎に対する攻撃の最中に殺害された。
当初のブラック・アンド・タンズは厳しい統制が取られていなかったため、1920年にはIRAによって隊員が殺害される度に民間人を意図的に対象とした報復が実施された。同年夏には、ブラック・アンド・タンズによる地方集落への襲撃・略奪が相次いだ。7月のチュアム襲撃から始まり、トリム、バルブリガン、ノッククロアリー、サーリス、テンプルモア、その他にも多数の集落が襲撃と略奪の対象となった。同年11月、地元のRIC隊員2人がIRAによって拉致・殺害されたことへの報復として、ブラック・アンド・タンズはトラリーを包囲した。彼らによってトラリーのすべての事業が閉鎖され、1週間食料の供給は絶たれ、3人の市民が射殺された。また、彼らには11月14日にゴールウェイにてカトリック教会の司祭マイケル・グリフィンを誘拐・殺害した疑いが掛けられている。グリフィンの遺体は失踪から1週間後にバーナの沼地に捨てられているのが発見された。1920年10月から1921年7月にかけて、ゴールウェイ周辺での警察組織によるIRA容疑者への残虐行為が頻発し、その件数はアイルランドの他の地域における平均を大幅に上回った。1920年12月11日、コークが襲撃を受け、市街の大部分が破壊された（コーク襲撃）。
1921年、イギリス労働委員会（British Labour Commission）は、アイルランドの情勢に関する報告書を提出し、この中で政府の安全保障政策を強く非難した。政府はブラック・アンド・タンズの編成時、「解放軍であり、支配者として振る舞うことはありえない」（liberated forces which it is not at present able to dominate）としていた。しかし、1920年12月29日以降、政府はアイルランドにおける「公的な報復」（official reprisals）の実施を認めた。これは典型的にはIRAメンバーおよびシンパと思しき者の財産への放火という形で行われた。RICでの規律改善が進められたことで、1920年3月以降はブラック・アンド・タンズによる残虐行為は減少した。隊員らの個人的な感情による報復が抑制され、命令に基づいた報復のみが実施されるようになったためである。
共和主義者側は厳密な区別をせず、「ブラック・アンド・タンズ」を政府側警察組織全般を指す語として用い、ブラック・アンド・タンナリー（Black-and-Tannery）という表現は警察組織による残虐行為の代名詞になった。しかし、一般にブラック・アンド・タンズによって行われたとされる行為の少なからぬ部分は、彼らではなくオークジズなど他組織によるものである。例えば、1920年3月に起こったコーク市長トマス・マック・カーテンの暗殺は、現地管区長の指示を受けた一般のRIC隊員による犯行であったし、血の日曜日事件最中にクローク・パークで民間人13名を射殺したのも、一般のRIC隊員であったとされ、また現地には小規模なオークジズの支隊も派遣されていた。
ブラック・アンド・タンズの行為について、共和主義者側では本国出身入隊者の道徳の欠如や彼らが戦場で身につけた残虐性によるものと説明されてきた。一方、カナダの歴史家デイヴィッド・リーソン（David Leeson）は、そうした個々の隊員の資質というよりは、彼らが追い込まれていた状況、すなわち激しいゲリラ攻撃に晒され、多くの同僚を失いつつ、アイルランドの人々からは疎んじられるという状況こそが原因だと指摘する。
1919年1月から1921年7月11日の休戦までに、およそ428人のRIC隊員が死亡し、700人以上が負傷した。戦死者の半分強は、ブラック・アンド・タンズとオーグジズの隊員だった。

### 政府方針および反応
ブラック・アンド・タンズによる活動について、アイルランドとイギリスの世論は共に冷ややかだった。暴力的な戦術に対し、アイルランド国民はIRAに対する水面下での支援を増やすことで応じたし、イギリス国民からは平和的な解決を求める動きが出始めていた。庶民院議員エドワード・ウッドは、武力行使の停止およびアイルランドに対する「最も寛大なラインで考慮された」提案を行うことを政府に求めた。庶民院議員ジョン・サイモン卿も、ブラック・アンド・タンズが採用する戦術に恐怖を感じている旨を語った。ライオネル・ジョージ・カーチスは、『ラウンドテーブル・ジャーナル』誌に寄せた記事の中で、「こうした手段に寄らねばイギリス連邦を保持できないのなら、それは連邦を支えた原則の否定にほかならない」（If the British Commonwealth can only be preserved by such means, it would become a negation of the principle for which it has stood）と述べた。さらには英国王ジョージ5世、聖公会主教団、自由党および労働党の議員ら、オズワルド・モズレー、ヤン・スマッツ、労働組合会議、報道機関なども、ブラック・アンド・タンズに対する批判を強めた。マハトマ・ガンディーはイギリスからの和平提案について、「イギリスに不本意な提案を余儀なくさせたのは、さらに人命を失うことに対する恐れではなく、他の何にもまして自由を愛する人々へさらなる苦しみを課すことに対する羞恥である」（It is not fear of losing more lives that has compelled a reluctant offer from England but it is the shame of any further imposition of agony upon a people that loves liberty above everything else）と評した。
1922年1月、RICの段階的な解体が始まった。オークジズがまず解散され、ブラック・アンド・タンズを含む常設組織がその後に続いた。8月31日までにRICは完全に消滅した。ブラック・アンド・タンズを含む一般RIC隊員に対しては、勤続年数に12年を足して公務員恩給が計算され、さらに転職手当も加算されていた。以前から勤務していたRIC隊員の恩給はアイルランド自由国政府から、本国出身のRIC隊員、すなわちブラック・アンド・タンズの恩給は本国政府から支払われた。しかし、1920年から募集の始まったブラック・アンド・タンズは勤続年数が最大でも2年しかなかったので、元隊員が恩給だけで生活することはできなかった。警察組織がこれらの元隊員を引き受けることが期待されていたものの、北アイルランドで新設された王立アルスター警察隊以外の組織は、国際的に悪名の広まったブラック・アンド・タンズを採用しようとしなかった。この風潮はその他の一般企業でも同様で、特にアイルランド人の従業員を抱える企業で顕著だった。1922年3月にはこうした状況に不満を抱えたブラック・アンド・タンズの元隊員らがデモ行進を行った。当時、RICの恩給支払いも遅延し続けており、彼らのうち3,000人ほどが経済的支援を必要としており、貧困に苦しんでいる者もいたという。最終的には多くの元隊員は世界大戦前と同様に何らかの形で労働者階級の職を得たが、元RIC隊員向けの移住政策に従ってカナダに移った者も少なからずあった。そのほか、新設のパレスチナ憲兵隊に参加した者もいた。
ブラック・アンド・タンズの元隊員の中には、除隊後も市民生活への復帰に問題がある者があった。少なくとも2人の元隊員が殺人について裁かれ絞首刑に処されているし、殺人容疑で指名手配された元隊員スコット・カレン（Scott Cullen）は逮捕直前に自殺している。

## その後
ブラック・アンド・タンズの極めて暴力的な振る舞いと彼らが関与したとされる数々の戦争犯罪のため、彼らに対するアイルランドでの関心は依然として強い。「ブラック・アンド・タンズ」という言葉自体も、その残虐性を想起させるとして、未だに快く受け止められない場合が多いという。ブラック・アンド・タンは、黒ビールと淡色ビールを重ねたカクテルである。本来ブラック・アンド・タンズとは無関係で、また独立戦争以前から広く知られていたのだが、戦後のアイルランドではこの名が忌避され、ハーフ・アンド・ハーフ（Half and Half）と呼ばれている。
共和主義者の歌った闘争歌のうち最も有名なものとして、ドミニク・ビーアンが手掛けた『出てこい、ブラック・アンド・タンズども』（Come Out, Ye Black and Tans）がある。アイルランド独立戦争を指して、「タン戦争」（Tan War）や「ブラック・アンド・タン戦争」（Black-and-Tan War）という言葉が使われることもある。この呼称は内戦時に反条約派として戦った者が好んで用い、現代でも共和主義者らが用いることがある。1941年にアイルランド政府が制定した独立戦争記念章（Cogadh na Saoirse medal）は、独立戦争に従軍したIRAの退役兵らに授与された。この記念章のリボンは黒色と褐色だった。

## ウィキペディア上の誤情報について
「臨時警察隊として設置され、王立アイルランド警察特別予備隊（Royal Irish Constabulary Special Reserve）などの正式名称があった」とする文献もあるが、実際にはこうした名称を持つ部隊は存在せず、制度上ブラック・アンド・タンズ隊員は一般のRIC隊員と区別されていなかった。また、当時の英国戦争相ウィンストン・チャーチルの発案によって設置されたというのも誤りである。カナダの歴史家デイヴィッド・リーソン（David Leeson）は、これらの誤情報は2002年から2020年まで英語版ウィキペディアの記事に書かれていたものが広まったと指摘し、批判している。